# Белкиса Зекири
Белкиса Зекири (на македонска литературна норма: Белкиса Зеќири) е политик от Северна Македония.

## Биография
Родена е на 27 април 1984 година в град Скопие, тогава в Социалистическа федеративна република Югославия. По произход е македонка мюсюлманка. Завършва зъботехника в Стоматологичния факултет на Скопския университет. На 15 юли 2020 година е избрана за депутат от Социалдемократическия съюз на Македония в Събранието на Северна Македония.